# 髙橋洋一 (フランス文学者)
- 高橋洋一

髙橋 洋一（たかはし よういち、1948年 - ）は、日本のフランス文学者、翻訳家、評論家。

## 略歴
東京都生まれ。一橋大学卒業。専攻は文化社会学・比較文化。ファッション・舞踊・文芸・美術などの評論活動を行う。
ジャン・コクトーを軸に19世紀から20世紀のフランス文学を翻訳・研究している。

## 著書
- 『ジャン・コクトー 幻視芸術の魔術師』（講談社現代新書） 1995.10
  - 増補版『ジャン・コクトー 幻視の美学』（平凡社ライブラリー）2003.11
- 『ベル・エポックの肖像 サラ・ベルナールとその時代』（小学館ヴィジュアル選書） 2006.1
- 『中原淳一 美と抒情』（講談社） 2012.11

## 翻訳
- 『シネマトグラフをめぐる対話』（ジャン・コクトー、村松書館） 1982.6
- 『アンデルセン - 生涯と作品』（エリアス・ブレスドーフ、小学館、アンデルセン童話全集 別巻） 1982.12
- 『街の狩人』（ジョルジュ・ローデンバッハ、沖積舎） 1984.3
- 『聖女ウルスラ伝』（ジャン・コクトー、「全集8」東京創元社） 1987.8
- 『おかしな家族』（ジャン・コクトー、講談社） 1994.6
- 『恐るべき子供たち』（ジャン・コクトー、求龍堂） 1995.8
- 『ぼくの天使 詩画集』（ジャン・コクトー、講談社） 1996.9
- 『クリスチャン・ディオール』（マリー＝フランス・ポシュナ、講談社） 1997.9
- 『コクトーが愛した美女たち』（ドミニク・マルニィ、講談社） 1998.9
- 『COMME des GARCONS』（フランス・グラン、光琳社出版） 1998.5
- 『美と王妃たち』（ジャン・コクトー、河出書房新社） 2004.5
- 『ローデンバック集成』（ジョルジュ・ローデンバック、ちくま文庫） 2005.9
- 『パリとヒトラーと私 ナチスの彫刻家の回想』（アルノ・ブレーカー、中央公論新社） 2011.8